# Doris Martha Weber
Doris Martha Weber (Fort Atkinson, Wisconsin, 1898  - Hinckley, Ohio, 1984) foi uma fotógrafa americana.
O seu trabalho está incluído nas colecções do Seattle Art Museum e do Akron Art Museum.